# DFB-Pokal 1979/80
DFB-Pokalsieger 1980 wurde nach dem Erfolg im Vorjahr und der Endspielteilnahme im Europapokal der Pokalsieger 1979, das man als Pokalfinalist des Jahres 1978 erreicht hatte, erneut Fortuna Düsseldorf. Es war der erste Titel für Trainer Otto Rehhagel. Als Überraschungen des Wettbewerbes galten das Ausscheiden von Vorjahresfinalist Hertha BSC gegen den Amateurverein TuS 08 Langerwehe in der dritten Runde mit 1:2 und ebenfalls in der dritten Runde das Ausscheiden des FC Bayern München mit 0:1 bei der SpVgg Bayreuth und des HSV mit 0:2 in Offenbach.
Bei der anschließenden dritten aufeinanderfolgenden Teilnahme am Europapokal der Pokalsieger schieden die Düsseldorfer im Viertelfinale gegen den portugiesischen Pokalsieger Benfica Lissabon aus und konnten somit nicht das Finale im heimischen Rheinstadion erreichen.

## Teilnehmende Mannschaften
- Für die 1. Hauptrunde waren folgende Mannschaften qualifiziert.

| Bundesliga die Vereine der Saison 1979/80 | 2. Bundesliga die Vereine der Saison 1979/80 | Amateure Nord Berlin Westfalen Nordrhein | Amateure Hessen Südwest Baden-Württemberg Bayern |
| --- | --- | --- | --- |
| Hamburger SV VfB Stuttgart FC Bayern München Eintracht Frankfurt 1. FC Köln Fortuna Düsseldorf (TV) VfL Bochum Eintracht Braunschweig Borussia Mönchengladbach Borussia Dortmund Hertha BSC FC Schalke 04 TSV 1860 München Bayer 05 Uerdingen 1. FC Kaiserslautern MSV Duisburg Werder Bremen Bayer 04 Leverkusen | - Nord: Arminia Bielefeld SC Fortuna Köln SG Union Solingen VfL Osnabrück Rot-Weiss Essen Hannover 96 SC Viktoria Köln SG Wattenscheid 09 Alemannia Aachen Preußen Münster DSC Wanne-Eickel OSV Hannover Tennis Borussia Berlin Holstein Kiel Rot-Weiß Lüdenscheid SV Arminia Hannover Wuppertaler SV - Süd: 1. FC Nürnberg SV Darmstadt 98 SpVgg Bayreuth Karlsruher SC Kickers Offenbach FC 08 Homburg Stuttgarter Kickers SV Waldhof Mannheim 1. FC Saarbrücken SC Freiburg SpVgg Fürth Freiburger FC Wormatia Worms Eintracht Trier ESV Ingolstadt-Ringsee FSV Frankfurt MTV Ingolstadt FV Würzburg 04 | - Nord: Bremer SV FC Union Neumünster VfB Oldenburg FC St. Pauli Buxtehuder SV MTV Gifhorn VfL Wolfsburg SpVgg Preußen Hameln Eintracht Braunschweig (A) Bramfelder SV FT Geestemünde VfB Lübeck Heider SV SV Meppen Altonaer FC 93 - Berlin: BFC Preussen Wacker 04 Berlin Reinickendorfer Füchse - Westfalen: SC Verl Westfalia Herne SG Vorhalle SpVgg Erkenschwick TuS Schloß Neuhaus TBV Lemgo Westfalia Weitmar - Nordrhein: BV 08 Lüttringhausen Bonner SC TuS 08 Langerwehe Wuppertaler SV (A) 1. FC Köln (A) TuS Chlodwig Zülpich TuS Xanten 1. FC Bocholt | - Hessen: TSV Battenberg VfB Gießen FC Hanau 93 SG Ohetal KSV Baunatal Viktoria Aschaffenburg Phönix Düdelsheim Viktoria Sindlingen - Südwest: SV Auersmacher Eisbachtaler Sportfreunde SV Elversberg SV 1920 Geinsheim SV Rot-Weiß Hasborn 1. FC Kaiserslautern (A) 1. FSV Mainz 05 TuS Neuendorf Borussia Neunkirchen SV Speicher BSV Weißenthurm - Baden-Württemberg: 1. Göppinger SV Heidenheimer SB FC 08 Villingen FV Biberach FV Weingarten FC Östringen TSV Ofterdingen VfR Aalen VfB Gaggenau SpVgg Au/Iller Sportfreunde DJK Freiburg 1. FC Pforzheim - Bayern: BSK Olympia Neugablonz FC Vilshofen Henger SV FC Augsburg FC Wipfeld TSV Ampfing SV Zeitlarn 1. FC Nürnberg (A) SV Salamander Türkheim VfL Frohnlach SV Alemannia Haibach |

## 1. Hauptrunde
| Datum         |                           | Ergebnis  |                            |
| ------------- | ------------------------- | --------- | -------------------------- |
| Fr 24.08.1979 | 1. FC Kaiserslautern      | 2:0       | MSV Duisburg               |
| Fr 24.08.1979 | Karlsruher SC             | 5:1       | SC Freiburg                |
| Sa 25.08.1979 | Alemannia Aachen          | 0:1       | Werder Bremen              |
| Sa 25.08.1979 | Eintracht Braunschweig    | 1:0       | Preußen Münster            |
| Sa 25.08.1979 | Heidenheimer SB           | 0:4       | Hertha BSC                 |
| Sa 25.08.1979 | Hamburger SV              | 6:0       | FC 08 Villingen            |
| Sa 25.08.1979 | Eintracht Frankfurt       | 6:1       | BSK Olympia Neugablonz     |
| Sa 25.08.1979 | Borussia Mönchengladbach  | 2:1       | FV Biberach                |
| Sa 25.08.1979 | Borussia Dortmund         | 7:0       | Bremer SV                  |
| Sa 25.08.1979 | 1. FC Köln                | 5:1       | 1. FSV Mainz 05            |
| Sa 25.08.1979 | Borussia Neunkirchen      | 0:4       | Fortuna Düsseldorf         |
| Sa 25.08.1979 | TSV 1860 München          | 5:0       | FC St. Pauli               |
| Sa 25.08.1979 | Buxtehuder SV             | 0:6       | Bayer 05 Uerdingen         |
| Sa 25.08.1979 | FV Weingarten             | 2:7       | VfL Bochum                 |
| Sa 25.08.1979 | MTV Gifhorn               | 1:4       | Bayer 04 Leverkusen        |
| Sa 25.08.1979 | VfL Wolfsburg             | 0:3       | VfB Stuttgart              |
| Sa 25.08.1979 | Eisbachtaler Sportfreunde | 0:1       | FC Schalke 04              |
| Sa 25.08.1979 | FC Östringen              | 01:10     | FC Bayern München          |
| Sa 25.08.1979 | Freiburger FC             | 2:1       | 1. FC Saarbrücken          |
| Sa 25.08.1979 | SpVgg Fürth               | 3:1       | BSV Weißenthurm            |
| Sa 25.08.1979 | Eintracht Trier           | 4:2       | Wuppertaler SV (A)         |
| Sa 25.08.1979 | SpVgg Bayreuth            | 5:0       | SpVgg Preußen Hameln       |
| Sa 25.08.1979 | Arminia Bielefeld         | 1:0       | BFC Preussen               |
| Sa 25.08.1979 | Rot-Weiss Essen           | 2:1       | 1. FC Köln (A)             |
| Sa 25.08.1979 | 1. FC Nürnberg            | 3:0       | Eintracht Braunschweig (A) |
| Sa 25.08.1979 | FC Vilshofen              | 2:3 n. V. | FV Würzburg 04             |
| Sa 25.08.1979 | VfB Gießen                | 2:4       | FC 08 Homburg              |
| Sa 25.08.1979 | Stuttgarter Kickers       | 3:0       | TSV Ofterdingen            |
| Sa 25.08.1979 | SV Geinsheim              | 2:4       | DSC Wanne-Eickel           |
| Sa 25.08.1979 | SG Union Solingen         | 3:1       | VfR Aalen                  |
| Sa 25.08.1979 | Henger SV                 | 0:4       | SC Fortuna Köln            |
| Sa 25.08.1979 | Westfalia Weitmar         | 1:2       | SV Darmstadt 98            |
| Sa 25.08.1979 | TuS Chlodwig Zülpich      | 2:6       | ESV Ingolstadt-Ringsee     |
| Sa 25.08.1979 | SV Waldhof Mannheim       | 5:1       | TBV Lemgo                  |
| Sa 25.08.1979 | FC Hanau 93               | 2:2 n. V. | Wacker 04 Berlin           |
| Sa 25.08.1979 | FC Augsburg               | 7:0       | FC Wipfeld                 |
| Sa 25.08.1979 | TSV Ampfing               | 1:2 n. V. | Bramfelder SV              |
| Sa 25.08.1979 | FT Geestemünde            | 4:1       | SV Zeitlarn                |
| Sa 25.08.1979 | TSV Battenberg            | 5:4 n. V. | SV Auersmacher             |
| Sa 25.08.1979 | TuS Schloß Neuhaus        | 3:2       | 1. FC Nürnberg (A)         |
| Sa 25.08.1979 | BV 08 Lüttringhausen      | 3:2       | SpVgg Erkenschwick         |
| Sa 25.08.1979 | VfB Gaggenau              | 2:2 n. V. | SpVgg Au/Iller             |
| Sa 25.08.1979 | 1. Göppinger SV           | 3:1       | TuS Neuendorf              |
| Sa 25.08.1979 | SG Ohetal                 | 0:2       | KSV Baunatal               |
| Sa 25.08.1979 | Reinickendorfer Füchse    | 4:2       | VfB Lübeck                 |
| Sa 25.08.1979 | SV Elversberg             | 5:2 n. V. | Heider SV                  |
| Sa 25.08.1979 | TuS 08 Langerwehe         | 4:2       | SV Rot-Weiß Hasborn        |
| So 26.08.1979 | Kickers Offenbach         | 3:1       | Hannover 96                |
| So 26.08.1979 | Wuppertaler SV            | 1:4       | Wormatia Worms             |
| So 26.08.1979 | Holstein Kiel             | 3:2       | OSV Hannover               |
| So 26.08.1979 | SC Viktoria Köln          | 1:0       | Tennis Borussia Berlin     |
| So 26.08.1979 | SG Wattenscheid 09        | 2:1       | MTV Ingolstadt             |
| So 26.08.1979 | VfL Osnabrück             | 3:2 n. V. | Rot-Weiß Lüdenscheid       |
| So 26.08.1979 | FSV Frankfurt             | 2:0       | Viktoria Aschaffenburg     |
| So 26.08.1979 | TuS Xanten                | 2:1       | SV Arminia Hannover        |
| So 26.08.1979 | 1. FC Kaiserslautern (A)  | 3:1       | SV Meppen                  |
| So 26.08.1979 | Altonaer FC 93            | 1:0       | Viktoria Sindlingen        |
| So 26.08.1979 | Westfalia Herne           | 4:0       | SG Vorhalle                |
| So 26.08.1979 | FC Union Neumünster       | 0:2       | Sportfreunde DJK Freiburg  |
| So 26.08.1979 | Bonner SC                 | 4:0       | SV Salamander Türkheim     |
| So 26.08.1979 | VfB Oldenburg             | 1:2       | SC Verl                    |
| So 26.08.1979 | 1. FC Bocholt             | 8:0       | SV Speicher                |
| So 26.08.1979 | VfL Frohnlach             | 8:4 n. V. | SV Alemannia Haibach       |
| So 26.08.1979 | 1. FC Pforzheim           | 10:20     | Phönix Düdelsheim          |

### Wiederholungsspiele
| Datum         |                  | Ergebnis |              |
| ------------- | ---------------- | -------- | ------------ |
| Mi 05.09.1979 | Wacker 04 Berlin | 4:1      | FC Hanau 93  |
| Mi 05.09.1979 | SpVgg Au/Iller   | 5:0      | VfB Gaggenau |

## 2. Hauptrunde
| Datum         |                          | Ergebnis  |                           |
| ------------- | ------------------------ | --------- | ------------------------- |
| Fr 28.09.1979 | Borussia Mönchengladbach | 4:0       | Rot-Weiss Essen           |
| Fr 28.09.1979 | 1. FC Nürnberg           | 5:2       | Bayer 04 Leverkusen       |
| Fr 28.09.1979 | VfB Stuttgart            | 10:20     | SG Wattenscheid 09        |
| Fr 28.09.1979 | FC Augsburg              | 1:1 n. V. | Karlsruher SC             |
| Sa 29.09.1979 | Werder Bremen            | 0:2       | Hertha BSC                |
| Sa 29.09.1979 | FSV Frankfurt            | 1:3 n. V. | Borussia Dortmund         |
| Sa 29.09.1979 | Eintracht Braunschweig   | 3:1       | Holstein Kiel             |
| Sa 29.09.1979 | SC Viktoria Köln         | 1:3       | FC Bayern München         |
| Sa 29.09.1979 | SV Darmstadt 98          | 4:0       | 1. FC Kaiserslautern      |
| Sa 29.09.1979 | Freiburger FC            | 1:4       | Eintracht Frankfurt       |
| Sa 29.09.1979 | Wormatia Worms           | 0:3       | Hamburger SV              |
| Sa 29.09.1979 | VfL Bochum               | 2:1       | SpVgg Fürth               |
| Sa 29.09.1979 | TSV 1860 München         | 6:1       | 1. FC Pforzheim           |
| Sa 29.09.1979 | Bayer 05 Uerdingen       | 5:0       | Reinickendorfer Füchse    |
| Sa 29.09.1979 | FC Schalke 04            | 3:0       | KSV Baunatal              |
| Sa 29.09.1979 | Fortuna Düsseldorf       | 2:0       | Wacker 04 Berlin          |
| Sa 29.09.1979 | DSC Wanne-Eickel         | 3:5       | Kickers Offenbach         |
| Sa 29.09.1979 | FC 08 Homburg            | 5:0       | FV Würzburg 04            |
| Sa 29.09.1979 | SpVgg Bayreuth           | 6:0       | SpVgg Au/Iller            |
| Sa 29.09.1979 | Stuttgarter Kickers      | 9:0       | VfL Frohnlach             |
| Sa 29.09.1979 | Eintracht Trier          | 0:2       | TuS 08 Langerwehe         |
| Sa 29.09.1979 | TuS Schloß Neuhaus       | 1:2 n. V. | SC Fortuna Köln           |
| Sa 29.09.1979 | TSV Battenberg           | 2:0 n. V. | Bramfelder SV             |
| Sa 29.09.1979 | SC Verl                  | 3:1       | SV Elversberg             |
| Sa 29.09.1979 | 1. Göppinger SV          | 3:1       | FT Geestemünde            |
| So 30.09.1979 | 1. FC Köln               | 10:00     | Altonaer FC 93            |
| So 30.09.1979 | SG Union Solingen        | 3:0       | ESV Ingolstadt-Ringsee    |
| So 30.09.1979 | SV Waldhof Mannheim      | 7:2       | Sportfreunde DJK Freiburg |
| So 30.09.1979 | TuS Xanten               | 1:8       | Arminia Bielefeld         |
| So 30.09.1979 | 1. FC Bocholt            | 1:1 n. V. | VfL Osnabrück             |
| So 30.09.1979 | 1. FC Kaiserslautern (A) | 2:3 n. V. | Bonner SC                 |
| So 30.09.1979 | Westfalia Herne          | 1:4       | BV 08 Lüttringhausen      |

### Wiederholungsspiele
| Datum         |               | Ergebnis |               |
| ------------- | ------------- | -------- | ------------- |
| Mi 10.10.1979 | VfL Osnabrück | 3:2      | 1. FC Bocholt |
| Fr 12.10.1979 | Karlsruher SC | 3:0      | FC Augsburg   |

## 3. Hauptrunde
| Datum                    |                        | Ergebnis  |                          |
| ------------------------ | ---------------------- | --------- | ------------------------ |
| Sa 05.01.1980            | Eintracht Frankfurt    | 2:0       | SV Waldhof Mannheim      |
| Sa 12.01.1980, 14:00 Uhr | SpVgg Bayreuth         | 1:0       | FC Bayern München        |
| Sa 12.01.1980, 14:00 Uhr | 1. Göppinger SV        | 1:4       | Fortuna Düsseldorf       |
| Sa 12.01.1980, 14:00 Uhr | SC Verl                | 1:7       | Stuttgarter Kickers      |
| Sa 12.01.1980, 15:00 Uhr | Eintracht Braunschweig | 2:3 n. V. | VfB Stuttgart            |
| Sa 12.01.1980, 15:00 Uhr | TSV 1860 München       | 3:0       | BV 08 Lüttringhausen     |
| Sa 12.01.1980, 15:30 Uhr | Hertha BSC             | 0:0 n. V. | TuS 08 Langerwehe        |
| Sa 12.01.1980, 15:30 Uhr | Borussia Dortmund      | 3:1 n. V. | Arminia Bielefeld        |
| Sa 12.01.1980, 15:30 Uhr | Karlsruher SC          | 1:0 n. V. | Borussia Mönchengladbach |
| Sa 12.01.1980, 15:30 Uhr | Bayer 05 Uerdingen     | 2:0       | SG Union Solingen        |
| Sa 12.01.1980, 15:30 Uhr | VfL Bochum             | 3:3 n. V. | 1. FC Köln               |
| Sa 12.01.1980, 15:30 Uhr | Kickers Offenbach      | 2:0       | Hamburger SV             |
| Sa 12.01.1980, 15:30 Uhr | 1. FC Nürnberg         | 1:2       | FC 08 Homburg            |
| So 13.01.1980, 14:00 Uhr | SV Darmstadt 98        | 7:2       | SC Fortuna Köln          |
| So 13.01.1980, 14:00 Uhr | VfL Osnabrück          | 4:0       | TSV Battenberg           |
| So 13.01.1980, 14:30 Uhr | FC Schalke 04          | 3:1       | Bonner SC                |

### Wiederholungsspiele
| Datum                    |                   | Ergebnis |            |
| ------------------------ | ----------------- | -------- | ---------- |
| Di 29.01.1980            | TuS 08 Langerwehe | 2:1      | Hertha BSC |
| Mi 30.01.1980, 14:30 Uhr | 1. FC Köln        | 2:1      | VfL Bochum |

## Achtelfinale
| Datum                    |                     | Ergebnis  |                     |
| ------------------------ | ------------------- | --------- | ------------------- |
| Mi 13.02.1980, 19:00 Uhr | 1. FC Köln          | 3:1       | SV Darmstadt 98     |
| Fr 15.02.1980, 20:00 Uhr | FC Schalke 04       | 2:0       | VfL Osnabrück       |
| Sa 16.02.1980, 14:30 Uhr | FC 08 Homburg       | 1:0       | TSV 1860 München    |
| Sa 16.02.1980, 14:30 Uhr | SpVgg Bayreuth      | 5:2 n. V. | TuS 08 Langerwehe   |
| Sa 16.02.1980, 15:30 Uhr | VfB Stuttgart       | 3:2       | Eintracht Frankfurt |
| Sa 16.02.1980, 15:30 Uhr | Borussia Dortmund   | 2:1       | Bayer 05 Uerdingen  |
| Sa 16.02.1980, 15:30 Uhr | Karlsruher SC       | 3:5       | Fortuna Düsseldorf  |
| So 17.02.1980, 14:30 Uhr | Stuttgarter Kickers | 2:5       | Kickers Offenbach   |

## Viertelfinale
| Datum                    |                   | Ergebnis  |                    |
| ------------------------ | ----------------- | --------- | ------------------ |
| Sa 05.04.1980, 15:30 Uhr | Borussia Dortmund | 3:1       | VfB Stuttgart      |
| Sa 05.04.1980, 15:30 Uhr | FC Schalke 04     | 3:1       | SpVgg Bayreuth     |
| Sa 05.04.1980, 15:30 Uhr | Kickers Offenbach | 2:5 n. V. | Fortuna Düsseldorf |
| Sa 05.04.1980, 15:30 Uhr | FC 08 Homburg     | 1:4       | 1. FC Köln         |

## Halbfinale
| Datum                    |                    | Ergebnis |                   |
| ------------------------ | ------------------ | -------- | ----------------- |
| Sa 10.05.1980, 15:30 Uhr | FC Schalke 04      | 0:2      | 1. FC Köln        |
| Sa 10.05.1980, 15:30 Uhr | Fortuna Düsseldorf | 3:1      | Borussia Dortmund |

## Finale
| Paarung            | Fortuna Düsseldorf – 1. FC Köln |
| Ergebnis           | 2:1 (0:1) |
| Datum              | Mi, 4. Juni 1980 um 19:30 Uhr |
| Stadion            | Parkstadion, Gelsenkirchen |
| Zuschauer          | 65.000 |
| Schiedsrichter     | Heinz Aldinger (Waiblingen) |
| Tore               | 0:1 Bernhard Cullmann (26.) 1:1 Rüdiger Wenzel (59.) 2:1 Thomas Allofs (65.) |
| Fortuna Düsseldorf | Jörg Daniel – Gerd Zewe – Egon Köhnen, Heiner Baltes, Heinz Wirtz – Josef Weikl, Rüdiger Wenzel (89. Günther Bansemer), Rudi Bommer – Thomas Allofs, Klaus Allofs, Wolfgang Seel Cheftrainer: Otto Rehhagel                                                            |
| 1. FC Köln         | Toni Schumacher – Gerd Strack – Harald Konopka, Herbert Zimmermann, Dieter Prestin – Bernd Schuster, Bernhard Cullmann , Thomas Kroth (66. Yasuhiko Okudera) – Pierre Littbarski (71. Holger Willmer), Dieter Müller, Tony Woodcock Cheftrainer: Karl-Heinz Heddergott |
| Gelbe Karten       | keine – Gerd Strack |